# Le Sheriff du Klondike
Pour plus de détails, voir Fiche technique et Distribution.

Le Sheriff du Klondike (Yukon Jake) est un film muet américain en noir et blanc produit par Mack Sennett, réalisé par Del Lord et sorti en 1924.

## Fiche technique
- Titre original : Yukon Jake
- Réalisation : Del Lord
- Scénario : Mack Sennett
- Producteur : Mack Sennett
- Production : Mack Sennett Comedies
- Noir et blanc, muet
- Genre : comédie
- Durée : 20 minutes
- Dates de sortie: 
  - États-Unis :8 juin 1924

## Distribution
- Ben Turpin : Sheriff Cyclone Bill
- Natalie Kingston : Nell
- Bud Ross : le maire, père de Nell
- Kalla Pasha : Yukon Jake
- Eli Stanton : Tony Macaroni